# Proscalop
Els proscalops (Proscalops) són un gènere extint de mamífers eulipotifles de la família dels proscalòpids que visqueren a Nord-amèrica des de l'Oligocè inferior fins al Miocè inferior, fa entre 18,5 i 33,9 milions d'anys. Se n'han trobat restes fòssils al Canadà i els Estats Units. L'anatomia del crani recorda els talps daurats, els paleanodonts, els notoríctids i Necrolestes, de la qual cosa es pot extrapolar que excavaven movent les potes anteriors de dalt a baix o de baix a dalt amb l'ajuda del cap, a diferència dels talpins i escalopins d'avui en dia, que ho fan amb moviments laterals de les potes anteriors. El nom genèric Proscalops significa ‘abans de Scalops’.